# Vodskov
Vodskov är en tätort i Ålborgs kommun i Region Nordjylland i Danmark. Tätorten har 4 838 invånare (2024). Den ligger på ön Vendsyssel-Thy, cirka 9,5 kilometer nordost om Ålborg.